# 科尔法克斯 (路易斯安那州)
科尔法克斯（英語：Colfax），是美国路易斯安那州下属的一座城市。根据2010年美国人口普查，该市有人口1,558人。建置上，属于“town”。